# Siurgus Donigala
Siurgus Donigala es un municipio de Italia de 2.189 habitantes en la provincia de Cerdeña del Sur, región de Cerdeña. Está situado a 45 km al norte de Cagliari.
La geografía del municipio es montañosa, y su vegetación mediterránea (robles, encinas, alcornoques, lentiscos o madroños). El lago Mulargia se halla en sus proximidades. Las actividades económicas principales son el cultivo de cereal, la vid, y la extracción del corcho.

## Lugares de interés
- Iglesia parroquial de Santa Maria, en Donigala.
- Iglesia parroquial de San Teodoro, en Siurgus.
- La nuraga Sa Parrocchia, del milenio I a. C.

## Evolución demográfica
| Gráfica de evolución demográfica de Siurgus Donigala entre 1861 y 2001 |
|                                                                        |
| Fuente ISTAT - Elaboración gráfica de Wikipedia                        |